# 言の葉の庭
『言の葉の庭』（ことのはのにわ）は、新海誠監督のアニメーション映画。2013年5月31日公開。キャッチコピーは『“愛”よりも昔、“孤悲”のものがたり』。

## 概要
『星を追う子ども』から2年ぶりとなる、新海の5作目の劇場用アニメーション映画。新海の初めての「恋」の物語と銘打っており、『万葉集』を引用している。『万葉集』の表現の研究者である倉住薫（大妻女子大学・文学部・日本文学科 助教授）が協力している。
背景は雨が重要な要素を担っている。「雨は3人目のキャラクターといっていいくらいウエイトがある」と新海は語っており、シーンの約8割が雨のシーンで構成されている。2013年5月31日より日本全国・台湾・香港・中国大陸（LETVのネットワーク放送）で同時公開となり、公開日より劇場限定でBlu-ray Disc・DVDの先行発売が行われている。一般発売は6月21日。iTunes Storeでも公開日より配信されている。当初の予定では劇場公開する予定はなく、配信やDVDのみの小規模な短編作品の予定だったが、最終的には劇場公開という形になった。
『月刊アフタヌーン』（講談社）2013年6月号から12月号まで、本橋翠作画による漫画版が連載された（単行本は全1巻、2013年11月22日発売）。また、メディアファクトリー刊『ダ・ヴィンチ』2013年8月号から2014年4月号まで小説版が連載された。同誌は『秒速5センチメートル』の小説版も刊行しており、執筆も同様に新海自身が手がけた。
2013年2月に野村不動産グループ『プラウドボックス感謝祭』にて公開された、新海が監督したショートフィルム『だれかのまなざし』が同時上映で公開。このショートフィルムはDVDやBlu-ray Discには収録されていないが、2013年9月5日から2014年1月12日までYouTubeで公開されていた。
7月6日にはアメリカ・ロサンゼルス開催のアニメ・エキスポで、7月19日にはプチョン国際ファンタスティック映画祭でプレミア上映された。2014年5月18日には英国映画協会（BFI）が主催のロンドンで開催されるアニメーション映画祭「Anime Weekend」にて上映。
2017年3月4日、『君の名は。』のヒットに伴う「新海誠特集 第一弾」としてテレビ朝日系列で地上波初放送された。また2018年1月2日深夜（1月3日朝）には、『君の名は。』の地上波初放送を記念して二度目の放送が行われた。いずれも関東地区のみの放送だった。
劇中でタカオがユキノのために作った靴は実物も製作されていて、劇場などに展示されている。商品化の予定は不明。
2023年、『言の葉の庭～The Garden of Words～』として、舞台化されることが決定。イギリスと日本で2つの制作会社がそれぞれ制作することとなり、演出はロンドン公演と東京公演ともにイギリスの演出家、アレクサンドラ・ラターが手掛ける。ロンドン公演は8月と9月、東京公演では11月に岡宮来夢と谷村美月の主演で上演された。

## ストーリー

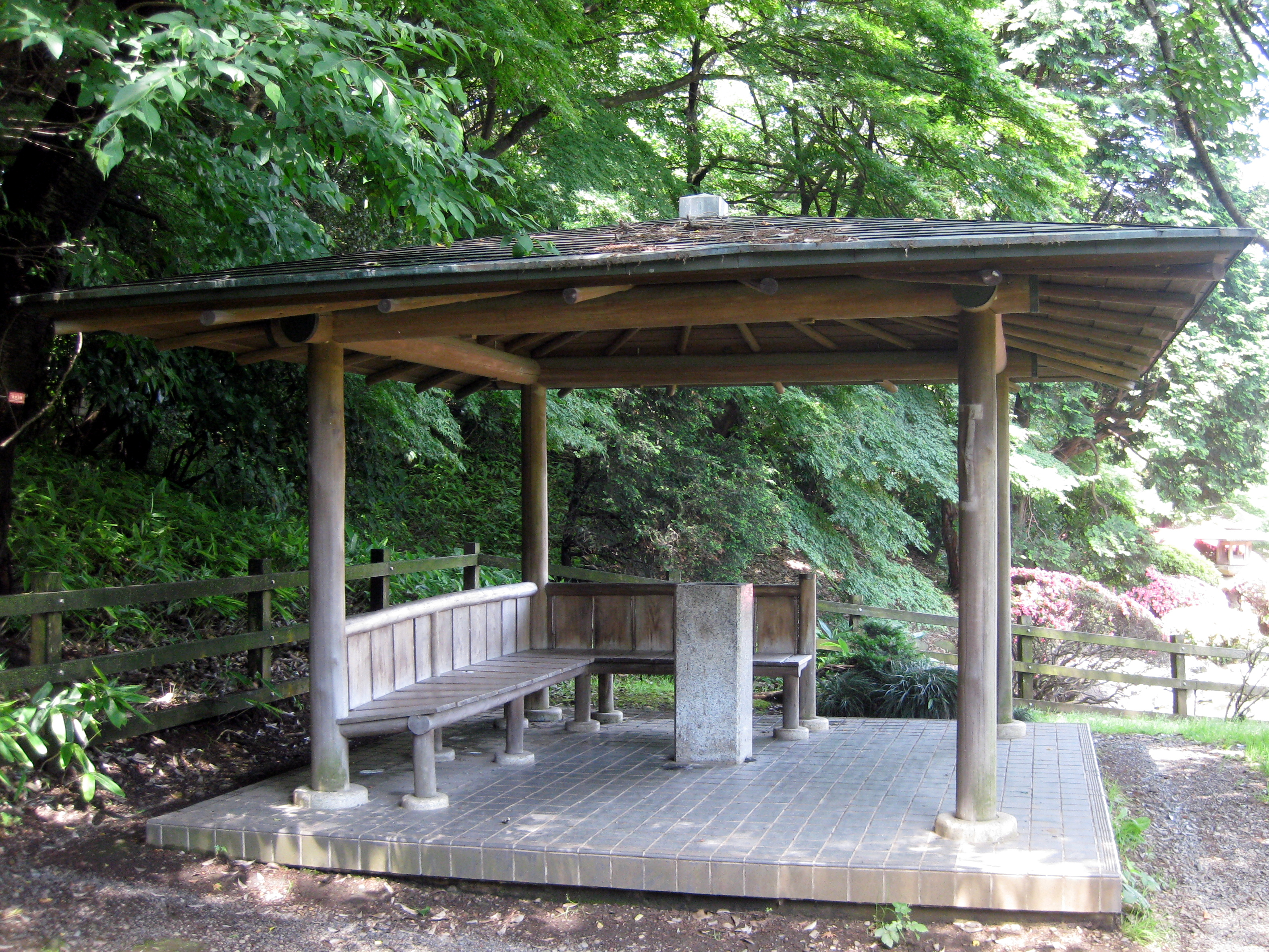
モデルとなった新宿御苑のベンチ。本作の最後で、新宿御苑がモデルであることと、実際は飲酒禁止という注意書きが表示される。

靴職人を目指す高校生のタカオ（秋月孝雄）は、雨の日の午前には決まって授業をサボり、庭園のベンチで靴のデザインを考えていた。梅雨入り前のある雨の日、タカオはいつものベンチへ向かうと、チョコレートをつまみにビールを飲む女性ユキノ（雪野百香里）に出会う。タカオはユキノに見覚えがあるような気がしたためどこかで会ったことはないかと尋ねるも彼女は否定し、『万葉集』の短歌 「雷神の 少し響みて さし曇り 雨も降らぬか きみを留めむ」 を言い残して去っていった。
その後、2人の住む関東は本格的に梅雨入りし、雨の日の午前だけのささやかな交流がはじまる。タカオは心に秘めていた靴職人になる夢を語り、ある理由から味覚障害を患うユキノはタカオの作る弁当の料理に味を感じるようになる。ユキノは弁当のお礼にとタカオに「靴作りの本」をプレゼントし、タカオはユキノのために靴を作ることに決め、おそるおそる彼女の足を採寸する。
その後、梅雨が明け、しばらくの間2人は逢わなくなる。夏休みに入ったタカオは、靴の製作費と、進学を考えている靴の専門学校の学費を稼ぐためバイトに明け暮れていた。一方ユキノはいつもの庭園で過ごし、晴れの日のここは知らない場所みたいだと思う。
夏休みが終わり、2学期になった夏のある日、タカオは学校でユキノとすれ違い、ユキノが古文の教師だったこと、生徒たちの嫌がらせによって退職に追い込まれたことを知る。タカオは嫌がらせの首謀者である3年の女生徒、相沢に会いに行くが、彼女は悪びれもせずユキノを中傷する。かっとなったタカオは相沢の頬を叩くが、彼女の取り巻きの男子生徒に返り討ちにされてしまい顔面に怪我を負う。
後日庭園でタカオはユキノに再会し、万葉集の返し歌 「雷神の 少し響みて 降らずとも 吾は留まらむ 妹し留めば」 を口にする。タカオから「ユキノ先生」と呼ばれたユキノは、自身に気づくと思ったからあの短歌を詠んだのだと語り、怪我の理由を問われたタカオは先日の上級生との諍いを告げず曖昧に濁す。互いに立場を知り複雑な表情を浮かべていたが、急な土砂降りに遭い、傘を持たない2人はユキノのマンションへ避難する。
濡れた服を乾かしている間にタカオは料理を作り、ユキノがコーヒーを淹れる。他愛のない会話で笑い、心休まるひと時を過ごす2人は、今が一番幸せだと感じる。そしてタカオから自身への好意を打ち明けられたユキノは一瞬頬を染め目を逸らすが、地元の四国に帰ることを告げ、高校生の彼に対し一線を引いた大人の対応をとり、部屋を出ていく彼を無言で見送る。残されたユキノはコーヒーが冷めたあともタカオと今まで過ごした雨の中の日々を回想して涙を流し、去っていった彼を裸足で追いかける。マンションの階段で立ち止まるタカオを見つけて駆け寄ろうとするが、「さっきの告白は忘れてください、やっぱりあなたのことが嫌いだ」と撥ね付けられてしまう。強がりから自身の気持ちを否定するタカオは、ずっと立場を隠していたうえ靴職人の夢を無責任に応援していたユキノに対して涙ながらに怒りをぶつける。真っすぐに自身を見ていてくれたタカオの気持ちと言葉を受け、ユキノも込み上げる思いをぶつけ、互いに涙を流し合う。
季節は変わって冬、2人で過ごした庭園は雪に包まれていた。ユキノと別れてからも1人庭園へ通うタカオの元には、地元の四国で教師に復帰した彼女から手紙が来るようになっていた。タカオは完成したユキノへの靴を手にとり、あの雨の庭の中、自分たちは歩く練習をしていたのだと追想し、もっと遠くまで歩けるようになったら彼女に会いに行こうと決めた。

## 登場人物
秋月 孝雄（あきづき たかお）【タカオ】
声 - 入野自由 / 関根航（子供時代）
主人公。高校1年生だが将来は靴職人を目指しており、時間さえあれば靴制作に没頭し、手作りのモカシンを履いている。
雨が好きで、雨の日は地下鉄に乗り換えずに歩いて庭園へ向かい、午前の授業をサボって靴のデザインを考えている。
靴の専門学校への進学費用のため、中華料理店でアルバイトをしている。料理が得意で、学校にも弁当を持参している。
自由奔放な母親と、社会人の兄との3人暮らしだったが、物語中盤で兄が彼女と同棲するため家を出る。
家庭環境のせいもあり、まだ15歳だが年齢よりやや大人びた性格。
雨の日の庭園で出会ったユキノに心を開くとともに惹かれていき、彼女のために靴を作る。
ユキノの授業担当クラスではないため彼女とは面識がなく、学校内の事情も知らなかった。
声優の入野は前作『星を追う子ども』に続いて主演を務める。
雪野 百香里（ゆきの ゆかり）【ユキノ】
声 - 花澤香菜
ヒロイン。タカオが雨の庭園で出逢う謎めいた女性。27歳。
タカオの通う高校で古文の教師をしていたが、生徒からの嫌がらせによって退職に追い込まれる。
一時は味覚障害によって酒とチョコレート以外の味を感じなくなってしまうが、タカオとの出会いで次第に味覚を取り戻していく。
退職後は地元である四国へ帰って再び教職に就いており、タカオとは手紙のやり取りをしている。
当初ユキノ役は彼女の設定年齢に合わせて25歳以上という条件でキャスティングを行ったが、最終的には当時23歳の花澤香菜が自ら立候補し演じることとなった。新海曰く花澤の声は「最も印象に幅がありユキノを成り立たせる」ことが起用の理由だという。
なお、漫画版では名前の表記が『由香里』となっている。
次作『君の名は。』では、飛騨の山奥にある糸守町の学校にて同名の教師が登場する。
タカオの母
声 - 平野文
大学職員。夫とは離婚しており、2人の息子と3人で暮らしている。47歳だが若作りで、一回りも年の離れた彼氏がいる。
劇中では2シーンしか登場せず、そのうち一つは絵のみ。回想シーンでは誕生日に家族から靴をプレゼントされていた。
声優の平野は同時上映された『だれかのまなざし』にも出演している。
小説版では秋月 怜美。
秋月 翔太
声 - 前田剛
タカオの兄。26歳。
2歳年下の彼女と同棲を始めるため、タカオと母と暮らしていた家を出る。
劇中では名前は登場せず「タカオの兄」とクレジットされている。
声優の前田は『雲のむこう、約束の場所』『星を追う子ども』に続いて出演。
寺本 梨花
声 - 寺崎裕香
翔太と同棲を始める彼女。24歳。劇中では1シーンしか登場しない。関西出身で気さくな性格。
劇中では名前は登場せず「タカオの兄の彼女」とクレジットされている。
声優の寺崎は『秒速5センチメートル』『星を追う子ども』に続いて出演。
松本
声 - 井上優
タカオの友人。一学年上の佐藤と交際中。タカオとは違うクラスのためユキノの授業を受けており、彼女の事情も知っていた。
佐藤
声 - 潘めぐみ
高校2年生で松本の彼女。人懐っこい性格で友人が多く、学校内の事情に詳しい。
相沢
声 - 小松未可子
高校3年生。いつも取り巻きに囲まれているプライドの高い女子生徒。
自身の恋人がユキノに好意を抱いたことで彼女を恨み、クラスメイトを巻き込んで執拗に嫌がらせをする。
ユキノを退職に追い込んでもなお彼女への私怨は消えず、侮辱するような発言をしたためタカオに頬を叩かれた。
小説版では相澤 祥子。
伊藤 宗一郎
声 - 星野貴紀
タカオの担任の体育教諭。以前ユキノと交際していた。別れてからも電話で近況などを話す仲で、彼女の味覚障害を心配している。
ユキノの退職をサポートするが彼女が嫌がらせを受けている際、彼女の声には耳を傾けず味方をすることもなかった。
※固有の役はないが、新海作品常連の声優・水野理紗は本作でも出演している。

## スタッフ
これまでの新海作品とはややスタッフが異なっていて、前作までのメインスタッフだった作画監督の西村貴世は原画のみ、美術監督の丹治匠は美術背景のみで参加し、音楽の天門は参加していない。新海作品で天門以外が音楽を担当するのは自主制作時代を含め初である。
『星を追う子ども』では土屋堅一は作画監督を共同担当、滝口比呂志は美術背景で参加した。
- 原作・脚本・絵コンテ・演出・監督 - 新海誠
- 作画監督・キャラクターデザイン - 土屋堅一
- 脚本協力 - 松田沙也
- 演出助手 - 大賀まこと
- 原画 - 岸野美智、細田直人、竹内一義、渡辺裕二、北澤精吾、山本早苗、丸山千絵、林佳織、西村貴世、岩崎たいすけ、土屋堅一
- 美術監督 - 滝口比呂志
- 動画検査 - 玉腰悦子、鈴木香理
- 色彩設計 - 三木陽子、新海誠
- 色指定検査 - 久力志保
- 色指定補佐 - 関根里枝子、戸塚千夏
- 撮影監督 - 新海誠
- 撮影チーフ - 三田陽子
- 撮影 - 李周美、福澤瞳
- 3DCGチーフ - 竹内良貴
- 3DCGエフェクト - 河合完治
- 編集 - 新海誠
- 音響監督・整音 - 山田陽
- 音響効果 - 森川永子
- 録音 - 八巻大樹
- 録音スタジオ - studio don juan
- キャスティング - 等々力佐和子、新沼愛
- 音楽 - KASHIWA Daisuke
- バイオリン - 岡村美央
- チェロ - 徳澤青弦
- デジタルラボ - IMAGICA
- 制作 - コミックス・ウェーブ・フィルム
- アニメーション制作協力 - アンサー・スタジオ
- 制作協力 - 三坂知絵子、三澤秀立、倉住薫、大野真
- タカオデザインの靴 協力 - 壹岐まどか
- 衣装考証 - 源奈々
- 衣装協力 - DIANA、FILA、TRANS CONTINENTS、hosoiri works
- 協力 - 大成建設、Z会、野村不動産、マルマン、理論社、新潮社、講談社、岩波書店
- 特別協力 - バランスエンタテインメント
- 配給 - 東宝映像事業部
- ポスターイラスト - 四宮義俊
- サンクス - 渡辺季子、加納新太、関口靖彦、阿部佐保子、宍倉立哉、川村豊、石井ゆかり、大橋貢、齋藤裕二、マサル、小荒田朋子、村岡敬介、加賀見紀行、片桐美奈子
- スペシャルサンクス - 山内章弘、古澤佳寛、太布尚弘、孫泰蔵、國枝信吾、玄沙愛
- プロデューサー - 川口典孝
- 製作・著作 - コミックス・ウェーブ・フィルム、新海クリエイティブ

## 音楽
イメージソング
「言ノ葉」
作詞・作曲・編曲・歌：秦基博
秦基博が本作のために書き下ろした新曲。CDジャケットは新海が手掛けている。本編劇中では使用されない。
「言ノ葉」Music Video（-Makoto Shinkai / Director's Cut-）
ミュージック・ビデオ。新海が監督し、本編映像からの再編集だけでなくこのMVのために描かれた新規カットも含まれる。「言ノ葉」初回盤CDの購入者の中から抽選で528名に贈られた（受け付けは終了）。8月28日よりiTunesなどで販売開始。
エンディングテーマ
「Rain」
作詞・作曲：大江千里 / 編曲：皆川真人 / 歌：秦基博
大江千里のカバー曲。エンディングで使用されたLong Ver.の編曲は皆川真人と多田彰文が共同で行っている。
BGM
「Swan Song」
作曲・編曲：KASHIWA Daisuke
KASHIWA Daisukeのアルバム『88』より使用された。

## 関連出版
小説版
『ダ・ヴィンチ』2013年8月号から2014年4月号まで連載された小説版の単行本。映画版では描かれなかった登場人物達の過去や心情を描いた内容となっていて、僅かしか登場しなかったキャラクターにも大きく焦点が当てられている。単行本化に伴い書き下ろしも追加されている。また2018年11月6日から小説版をオーディオブック化したAudible版が配信されている。朗読は入野自由、花澤香菜、前田剛、星野貴紀、小松未可子、平野文の計6名がそれぞれのキャラクターを担当しており、各話ごとに区切った分冊版も配信されている。
- 新海誠 『小説 言の葉の庭』
  - 単行本（KADOKAWA、2014年4月）ISBN 978-4-04-066399-9
  - 文庫本（角川文庫、2016年2月）ISBN 978-4-04-102615-1
  - 児童向け（新海誠ライブラリー・汐文社、2018年12月）ISBN 978-4-8113-2503-3
- 加納新太／新海誠・原作『言の葉の庭』
  - ノベライズ（KADOKAWA、2017年8月）ISBN 978-4-04-734789-2

画集 ほか
- 『言の葉の庭　新海誠監督作品』 一迅社、2013年7月。オフィシャルブック
- 本橋翠・画『言の葉の庭』 講談社・アフタヌーンコミック、2013年11月
- 『言の葉の庭　新海誠絵コンテ集5』（KADOKAWA、2018年3月）ISBN 978-4-04-105882-4
- 『言の葉の庭　美術画集』 一迅社、2021年7月。ISBN 978-4-7580-1709-1

## テレビ放送
| 回数 | テレビ局         | 放送日         | 放送時間      | 放送分数 | 視聴率 | 備考 |
| ---- | ---------------- | -------------- | ------------- | -------- | ------ | --- |
| 1    | WOWOWプライム    | 2014年8月17日  | 15:30 - 16:30 | 60分     |        | テレビ初放送。 以降数回放送あり。 |
| ２   | NHK BSプレミアム | 2016年3月25日  | 23:45 - 24:33 | 48分     |        | [ 15 ] |
| ３   | 毎日放送         | 2016年8月22日  | 26:40 - 27:35 | 55分     |        | 映画『君の名は。』公開記念特番として、地上波ノーカット放送。 また、神木隆之介をナビゲーターに迎えて放送した。 地域によって放送時間が異なり、詳細は後述。 |
| ４   | テレビ朝日       | 2017年3月3日   | 27:25 - 28:15 | 50分     | 1.0%   | 新海誠監督特集 第1弾として放送。 関東地区では地上波初放送であり、関東地区のみでの放送。                                                                  |
| ５   | テレビ朝日       | 2017年7月8日   | 24:05 - 25:00 | 55分     | 2.8%   | 新海誠特集として放送。 関東地区のみでの放送。 |
| ６   | テレビ朝日       | 2018年1月2日   | 25:05 - 28:00 |          | 1.5%   | 「君の名は。」が地上波初放送されるのを記念して、「雲のむこう、約束の場所」とともに放送。 関東地区のみでの放送。                                          |
| 7    | テレビ朝日       | 2019年7月11日  | 26:44 - 27:34 |          |        | 「天気の子」が劇場公開されるのを記念して放送。 関東地区のみでの放送。                                                                                    |
| 8    | 日本テレビ       | 2022年10月24日 | 25:59 - 28:00 |          |        | 『秒速5センチメートル』と2本立てで放送。後半に放送。 |

- 視聴率はビデオリサーチ調べ、関東地区・世帯・リアルタイム。

### 映画『君の名は。』公開記念特番
| 放送対象地域   | 放送局             | 系列                       | 放送日        | 放送日時 |
| -------------- | ------------------ | -------------------------- | ------------- | -------- |
| 福島県         | 福島放送           | テレビ朝日系列             | 2016年8月12日 | 10:43 -  |
| 広島県         | 中国放送           | TBS系列                    | 2016年8月12日 | 24:55 -  |
| 秋田県         | 秋田朝日放送       | テレビ朝日系列             | 2016年8月15日 | 14:00 -  |
| 岩手県         | 岩手朝日テレビ     | テレビ朝日系列             | 2016年8月16日 | 14:30 -  |
| 福井県         | 福井放送           | 日本テレビ・テレビ朝日系列 | 2016年8月17日 | 9:55 -   |
| 大分県         | テレビ大分         | 日本テレビ・フジテレビ系列 | 2016年8月18日 | 9:50 -   |
| 岡山県・香川県 | 山陽放送           | TBS系列                    | 2016年8月18日 | 25:35 -  |
| 宮城県         | ミヤギテレビ       | 日本テレビ系列             | 2016年8月18日 | 25:49 -  |
| 静岡県         | テレビ静岡         | フジテレビ系列             | 2016年8月18日 | 26:15 -  |
| 山口県         | テレビ山口         | TBS系列                    | 2016年8月19日 | 15:46 -  |
| 長野県         | テレビ信州         | 日本テレビ系列             | 2016年8月20日 | 15:30 -  |
| 北海道         | 北海道テレビ       | テレビ朝日系列             | 2016年8月20日 | 25:25 -  |
| 宮崎県         | テレビ宮崎         | フジテレビ系列             | 2016年8月20日 | 26:05 -  |
| 石川県         | テレビ金沢         | 日本テレビ系列             | 2016年8月21日 | 26:53 -  |
| 福岡県         | テレビ西日本       | フジテレビ系列             | 2016年8月21日 | 25:40 -  |
| 鳥取県・島根県 | 山陰放送           | TBS系列                    | 2016年8月22日 | 13:55 -  |
| 愛媛県         | あいテレビ         | TBS系列                    | 2016年8月22日 | 13:55 -  |
| 高知県         | テレビ高知         | TBS系列                    | 2016年8月22日 | 25:54 -  |
| 近畿広域圏     | 毎日放送           | TBS系列                    | 2016年8月22日 | 26:40 -  |
| 富山県         | 北日本放送         | 日本テレビ系列             | 2016年8月23日 | 9:30 -   |
| 沖縄県         | 沖縄テレビ         | フジテレビ系列             | 2016年8月24日 | 15:53 -  |
| 青森県         | 青森放送           | 日本テレビ系列             | 2016年8月25日 | 10:30 -  |
| 中京広域圏     | 中京テレビ         | 日本テレビ系列             | 2016年8月25日 | 26:12 -  |
| 鹿児島県       | 鹿児島讀賣テレビ   | 日本テレビ系列             | 2016年8月25日 | 26:17 -  |
| 山形県         | さくらんぼテレビ   | フジテレビ系列             | 2016年8月26日 | 14:55 -  |
| 長崎県         | テレビ長崎         | フジテレビ系列             | 2016年8月26日 | 25:35 -  |
| 新潟県         | テレビ新潟         | 日本テレビ系列             | 2016年8月27日 | 10:30 -  |
| 熊本県         | くまもと県民テレビ | 日本テレビ系列             | 2016年8月27日 | 15:00 -  |

## 舞台版

### ロンドン公演
2023年8月10日から9月9日まで、『The Garden of Words』のタイトルでPark Theatreで上演された。
キャスト
- 秋月孝雄 - Hiroki Berrecloth[19][18]
- 雪野百香里 - Aki Nakagawa[19][18]

### 東京公演
2023年11月10日から19日まで舞台『言の葉の庭～The Garden of Words～』が品川プリンスホテル ステラボールで上演された。
キャスト
- 秋月孝雄 - 岡宮来夢
- 雪野百香里 - 谷村美月
- 秋月怜美 - 石村みか
- 伊藤宗一郎 - 吉川純広
- 相澤祥子 - 山﨑紫生
- 有川拓也、飯嶋あやめ、甲斐祐次、三小田芳樹、翔野葵、新橋和、藤村リュウト、本間健太、松尾悠、良田麻美

スタッフ
- 原作 - 劇場アニメーション『言の葉の庭』（監督：新海誠）、『小説 言の葉の庭』（著者：新海誠）
- 翻案・演出 - アレクサンドラ・ラター（Whole Hog Theatre）
- 共同翻案 - スーザン・もも子・ヒングリー
- 美術 - 松生紘子
- パペットデザイン - Mikayla Teodoro 
- 照明 - 吉枝康幸
- 音楽 - Mark Choi
- 音響 - 加藤温
- 映像 - KENNY
- 衣裳 - 及川千春（とわづくり）
- ヘアメイク - 大宝みゆき
- ステージング - 崎山莉奈
- 演出助手 - 渡邉さつき
- 舞台監督 - 津江健太、山添賀容子
- 通訳 - 門田美和
- 宣伝美術 - 岡垣吏紗
- 宣伝写真 - 中村理生
- 票券 - Mitt 
- 企画協力 - appare
- 制作 - ゴーチ・ブラザーズ
- 主催・企画製作 - ネルケプランニング